# Kötő József
Kötő József (Kolozsvár, 1939. augusztus 8. – Kolozsvár, 2015. január 19.) erdélyi dramaturg, színháztörténész, politikus.

## Életútja
A nagyenyedi Bethlen Gábor Kollégiumban érettségizett (1956), magyar szakos tanári oklevelet a Babeș–Bolyai Tudományegyetemen szerzett (1961); ugyanott doktorált (1984). Zsobokon általános iskolai tanár (1961–65), majd húsz éven át a Kolozsvári Állami Magyar Színház irodalmi titkára, 1986-1990 között igazgatója. A Hét kolozsvári szerkesztője (1990), az RMDSZ országos társadalomszervezési titkára, közművelődési alelnöke (1992), az EMKE főjegyzője (1991), egy ideig az RMDSZ Kolozs megyei szervezetének elnöke. 1998-tól 2008-ig volt az EMKE elnöke. Az Oktatási és Kutatási Minisztérium államtitkáraként dolgozott 1998-tól 2000-ig, illetve 2005-től 2007-ig, majd 2008-tól 2012-ig parlamenti képviselő volt.

## Munkássága
Első írása a Korunkban jelent meg (1962). Színházelméleti, dramaturgiai cikkeivel a romániai magyar színjátszás megújulásához – a hagyományok korszerű színházelméletben való feloldásához – kívánt hozzájárulni. A Korunk közölte Drámairodalmi örökségünk (1967/11), s A régi Korunk és a romániai magyar színi mozgalom (1971/1) c. írását; a NyIrK hasábjain a nagybányai színi-mozgalom krónikáját (1984/2) s a brassói színjátszást és a Brassói Lapok színházszervező munkásságát (1985/2) dolgozta fel 1916-tól 1940-ig, folytatva sorozatát az aradi színjátszás két világháború közötti történetéről (1988/2).
Színházelméleti cikkeivel az Utunk, A Hét, Igazság, Tanügyi Újság oldalain jelentkezett. Sajtó alá rendezte és bevezető tanulmánnyal látta el Bárd Oszkár színpadi műveinek kötetét az RMI sorozatban (Liszt-Citera-A taposómalom, 1989). A 200. évforduló ünnepi alkalmára Kántor Lajossal és Visky Andrással együtt szerkesztette a Kolozsvár magyar színháza (Kolozsvár, 1992) című tanulmánygyűjteményt.

## Művei, szerkesztései
- Fejezetek a romániai magyar dráma történetéből. Kismonográfia; Dacia, Kolozsvár, 1976 (Kismonográfiák)
- Dezvoltarea dramaturgiei maghiare din România în perioada 1918–1974. A romániai magyar dráma fejlődése 1918–1974 között; Universitatea Babeş-Bolyai, Kolozsvár, 1984
- Bárd Oszkár: Liszt. Színpadi regény. Citera. A taposómalom. Színművek; szöveggond., bev. tanulmány Kötő József; Kriterion, Bukarest, 1989
- Politikum vagy esztétikum? Összeállítás az 1990. június 8-án tartott színházi és történettudományi szimpózium anyagából. II. Nemzetiségi Színházi Fesztivál. Kisvárda, 1990. június 7-11.; szerk. Kötő József, Pribula László; Kisvárdai Várszínház, Kisvárda, 1991
- Kolozsvár magyar színháza. Ezerhétszázkilencvenkettő – ezerkilencszázkilencvenkettő; szerk. Kántor Lajos, Kötő József, Visky András; [kiadja a Kolozsvári Állami Magyar Színház, Kolozsvári Állami Magyar Opera], Gloria, Kolozsvár, 1992
- Kántor Lajos–Kötő József: Magyar színház Erdélyben, 1919–1992; Kriterion, Bukarest, 1994[4]
- Színjátszók könyve; vál. Kötő József, Molnos Lajos, Gábor Dénes; Nis, Kolozsvár, 1994 (Erdélyi kiskönyvtár, 5-6.)
- Erdély magyar színházi világa. 1918-1940; Stúdium, Kolozsvár, 1997
- Dávid Lajos–Kovács József–Kötő József–Metz József: Színjádzó századok. Fejezetek a nagybányai színjátszás történetéből; Misztótfalusi Kis Miklós Közművelődési Egyesület, Nagybánya, 1997 (EMKE-füzetek, 10-11.)
- Kántor Lajos–Kötő József: Magyar színház Erdélyben, 1919–1992; Integral, Bukarest, 1998 (Sinteze)
- A magyar nyelvű felsőfokú oktatás Romániában. Múlt, jelen, jövő; szerk. Kötő József, Tonk Sándor; RMDSZ, Kolozsvár, 1998
- Tonk Sándor–Kötő József: Hungarian higher educational in Romania; DAHR, Kolozsvár, 1998
- Menet közben. Az önszerveződő romániai magyar kulturális élet; Magyar Nyelv és Kultúra Nemzetközi Társasága, Bp., 2000 (Nyelv és lélek könyvek)
- Janovics Jenő: A Hunyadi téri színház; szöveggond., utószó, jegyz. Kötő József; Korunk Korunk Baráti Társaság–Komp-Press, Kolozsvár, 2001
- Dávid Gyula–Egyed Ákos–Kötő József: Kossuth Lajos és Erdély; Erdélyi Múzeum-Egyesület, Kolozsvár, 2004 (Erdélyi tudományos füzetek, 250.)
- A színház fanatikusa. Senkálszky Endre életregénye; Korunk Baráti Társaság, Kolozsvár, 2004
- Közhasznú esmeretek tára. Színjátszó személyek Erdélyben. 1919–1940; Polis, Kolozsvár, 2009

## Díjai, kitüntetései
- Julianus-díj (1994)
- Erdélyi Magyar Közművelődési Egyesület Életműdíja (1999)
- Román Köztársaság Érdemrendjének Nagy Tiszti Keresztje (2000)
- Wlasics Gyula-díj (2001)
- A Magyar Köztársasági Érdemrend középkeresztje (2002)
- Ezüstfenyő-díj (2004)
- Magyar Örökség díj (2010)
- A kolozsvári Állami Magyar Színház örökös tagja